# September 1998
Dit artikel geeft een chronologisch overzicht van alle belangrijke gebeurtenissen per dag in de maand september van het jaar 1998.

## Gebeurtenissen

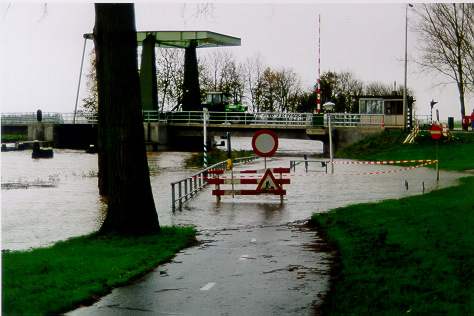
Wateroverlast in de noordoostpolder. 1998 is een uitzonderlijk nat jaar, waarin tweemaal op grote schaal wateroverlast ontstaat. De eerste wateroverlast is op 13 en 14 september in het zuidwesten van Nederland, de tweede op 27 en 28 oktober in het noordoosten van Nederland.

### 1 september
- De gerenoveerde Grote Zaal van het Amsterdamse Concertgebouw wordt in gebruik genomen.

### 2 september
- Voor de eerste maal in de geschiedenis staken de piloten van Air Canada.
- Een McDonnell Douglas MD-11 van Swissair vlucht 111 stort neer in Peggys Cove (Nova Scotia) tijdens haar vlucht van New York naar Genève. Alle 229 aan boord komen om.
- Een VN-tribunaal bevindt de voormalig burgemeester van een stadje in Rwanda, Jean-Paul Akayesu, schuldig aan negen gevallen van genocide. Het is de eerste keer dat het verdrag tegen genocide uit 1948 wordt toegepast.
- VVD-voorzitter Willem Hoekzema maakt bekend dat hij in mei 1999 aftreedt. Hij kan het voorzitterschap niet meer combineren met zijn werk als burgemeester van Den Helder.
- Oud-journalist Willem Oltmans vindt een schadevergoeding van 1,3 miljoen gulden, hem aangeboden door het kabinet wegens tegenwerking door de Staat der Nederlanden, onvoldoende.
- Minister Tineke Netelenbos (Verkeer en Waterstaat) zegt fietsen te willen voorzien van een chip om ze na diefstal gemakkelijker te kunnen opsporen.

### 3 september
- De Amerikaanse nieuwszender CNN verdwijnt van de Amsterdamse kabel wegens een conflict met kabelmaatschappij A2000 over betaling voor doorgifte.
- De Tweede Kamer doet een eerste stap om het monopolie op het leveren van medicijnen door apothekers te doorbreken. De Kamer gaat er mee akkoord dat ziekenhuisapothekers ook aan patiënten buiten het ziekenhuis gaan leveren.
- Rick van der Ploeg, de nieuwe PvdA-staatssecretaris voor Cultuur, ontvouwt in zijn 'State of the Union' tijdens het Theaterfestival zijn idee¨en over zijn nieuwe beleid, met onder andere meer aandacht voor jongerencultuur.

### 4 september
- De Opta, toezichthouder op de telecommunicatiemarkt, vindt dat KPN te veel verdient aan het binnenlandse telefoonverkeer. De tarieven moeten met een kwart omlaag. Bestuursvoorzitter Wim Dik is woedend en beraamt de schade op 1,1 miljard gulden. Uiteindelijk versoepelt de Opta de eisen in november.
- Oprichting van Google Inc.

### 5 september
- Minister Frank de Grave (Defensie) belooft in januari 1999 zullen aangeven hoe hij 375 miljoen gulden op zijn begroting wil bezuinigen.
- Rabo-topman Herman Wijffels wordt voorzitter van de SER als opvolger van Klaas de Vries, die is benoemd tot minister van Sociale Zaken. Wijffels stapt op 15 maart over.
- De econoom dr. Willem Drees overlijdt op 76-jarige leeftijd. Hij was onder meer minister van Verkeer en Waterstaat in het kabinet Biesheuvel (1971-1972) en een van de oprichters van DS70, een afsplitsing van de PvdA.
- Op het Japanse eiland Sado prolongeert de Belgische triatleet Luc Van Lierde zijn wereldtitel lange afstand. Bij de vrouwen gaat de zege naar de Australische Rina Hill.

### 6 september
- Mediatycoon Rupert Murdoch biedt 2 miljard gulden op Manchester United. Daarmee beschikt de mediatycoon ook over alle uitzendrechten van de populairste voetbalclub van Engeland.
- De Japanse filmregisseur Akira Kurosawa overlijdt op 88-jarige leeftijd.
- Bij de WK roeien in Keulen wint Nederland twee medailles: zilver voor de dubbeltwee en brons voor de vier zonder stuurvrouw.

### 7 september
- Secretaris-generaal Sweder van Wijnbergen (Economische Zaken) waarschuwt voor het overslaan van de economische crisis naar Nederland. Zijn uitlatingen opschudding bij zijn minister en in de Tweede Kamer waar ze worden beschouwd als in tegenspraak met het standpunt van het kabinet.

### 8 september
- De Nederlandse Opera voltooit met Götterdämmerung een eerste uitvoering van Wagners Der Ring des Nibelungen, die in juni 1999 vier keer wordt aangesloten wordt herhaald.

### 9 september
- Letselschade-advocaat Gerrit Engelgeer wil de namen van artsen en ziekenhuizen die vaker dan gemiddeld fouten maken op internet bekend gaan maken. De medisch specialisten spreken van een "publiek tribunaal".
- Minister Eveline Herfkens (Ontwikkelingssamenwerking) kondigt aan het aantal landen dat hulp van Nederland krijgt drastisch te beperken: van bijna tachtig tot zo'n twintig.

### 10 september
- De Nederlandse Mededingingsautoriteit dwingt omroepen met De Telegraaf te onderhandelen over verkoop van programmagegevens aan dagbladuitgevers. De Telegraaf begint met een wekelijkse televisiegids.
- In een ongekende knieval voor zijn opponenten in de Doema stelt president Boris Jeltsin zijn minister van Buitenlandse Zaken, Jevgeni Primakov, voor als premier van Rusland. Deze wordt aanvaard.
- Kunstenaar Peter Struycken wint het kort geding dat hij had aangespannen tegen het Nederlands Architectuurinstituut (NAi) in Rotterdam. Struycken vond dat het NAi zijn lichtkunstwerk in de wandelgang van het instituut had vernield, omdat de pilaren waar zijn lichtkunstwerk op gericht is, waren behangen met schilderingen.

### 11 september
- Het rapport van de Amerikaanse onafhankelijke aanklager Kenneth Starr over de Lewinsky-affaire meldt dat president Bill Clinton zich schuldig heeft gemaakt aan meineed, beïnvloeding van getuigen, tegenwerking van gerechtelijk onderzoek en misbruik van zijn macht.
- Het aantal spermadonoren blijkt gehalveerd onder dreiging van een wet die de anonimiteit van de donor opheft.

### 12 september
- De rechtlijnige bisschop van Haarlem, Henricus Bomers, overlijdt aan een hartaanval op 62-jarige leeftijd.

### 13 september
- Harde wind en zware regenval leiden in het Westland en Zuid-West Brabant tot wateroverlast en overstromingen. Veel kassen en woningen lopen onder. Het Nederlandse kabinet besluit tot toepassing van de Wet Tegemoetkoming Schade bij Rampen.
- In New York prolongeert de Australiër Patrick Rafter de Open Amerikaanse tennistitel. Bij de vrouwen zegeviert de Amerikaanse Lindsay Davenport.
- De Russische wielrenner Sergej Ivanov wint de 55ste editie van de Ronde van Polen.

### 14 september
- In Algerije wordt het GSPC gevormd, een afscheuring van het GIA.

### 15 september
- Op Prinsjesdag schrijft de Raad van State in advies bij de Miljoenennota dat de aftrek van de hypotheekrente moet worden aangepakt.

### 16 september
- De Tweede Kamer wordt 'horendol' van cijfers, nota's en onderzoeken over Schiphol en wil een "schoonschipnota". Het gebruiksplan voor 1999 wordt door minister Tineke Netelenbos (Verkeer en Waterstaat) afgewezen.
- Het Nederlandse kabinet belooft ondernemers en particulieren vergoeding voor de schade die is opgelopen door de wateroverlast. Deze schade wordt geschat op vijf- tot zeshonderd miljoen gulden.

### 17 september
- Het bedrijfsleven blijkt tot dusver terughoudend te zijn met het financieren van de Betuwelijn en de hogesnelheidslijn. Het Nederlandse kabinet besluit daarom 3,5 miljard gulden extra uit de aardgaspot hiervoor uit te trekken.

### 18 september
- Koninklijke Shell heeft de primeur: het olieconcern komt als eerste Nederlandse bedrijf met de waarschuwing dat de winst zal terugvallen als gevolg van de Aziëcrisis en spreekt over de "slechtste marktomstandigheden in vijf jaar". Het nationale hoofdkantoor in Nederland wordt gesloten. Andere grote bedrijven zullen volgen: Philips, Hoogovens, ING, ABN Amro, Reed Elsevier.
- De schrijver en criticus H.A. Gomperts overlijdt op 82-jarige leeftijd.

### 20 september
- Dirigent Bernard Haitink begint in het Amsterdamse Concertgebouw aan zijn serie "Carte Blanche", een reeks concerten ter gelegenheid van zijn 70ste verjaardag op 4 maart 1999.

### 21 september
- Atlete Florence Griffith-Joyner overlijdt op 38-jarige leeftijd aan een hartstilstand. Sinds 1988 is Flo-Jo de snelste vrouw ter wereld met twee wereldrecords, op de 100 (10,49) en 200 meter (21,34).

### 23 september
- De universiteiten kondigen aan dat ze het aantal wetenschappelijke opleidingen binnen twee jaar zullen terugbrengen van 272 nu tot 117.
- Zeventienduizend oud-leraren willen terugkeren naar de basisschool ter bestrijding van het lerarentekort, laat PvdA-staatssecretaris Karin Adelmund (Onderwijs) weten.
- Ook consumenten verliezen het vertrouwen in de economie. De index voor augustus valt volgens het CBS terug naar een waarde van 13. Dat is even laag als in 1996 ten tijde van het faillissement van Fokker.

### 24 september
- Kroonprins Willem-Alexander van Oranje en zijn vriendin Emily Bremers blijken hun relatie te hebben verbroken. 'Het is uit', kopt De Telegraaf.

### 25 september
- Opening van het GN Bouw-stadion, de thuishaven van FC Dordrecht.
- De orkaan Georges zaait dood en verderf in Midden-Amerika. Honderden mensen komen om het leven, en de schade wordt geschat op €750 miljoen.

### 26 september
- De Amerikaanse jazz-zangeres Betty Carter overlijdt op 69-jarige leeftijd.

### 27 september
- Na zestien jaar regering van CDU's Helmut Kohl wint de SPD de verkiezingen in Duitsland. Gerhard Schröder wordt de nieuwe premier. Voor het eerst in de naoorlogse geschiedenis stemmen de Duitsers een kanselier weg.
- Mark McGwire van de St. Louis Cardinals slaat zijn zeventigste en laatste homerun van het Amerikaanse honkbalseizoen. 'Big Mac' verbetert daarmee het 37 jaar oude record van Roger Maris.
- Wielrenner Abraham Olano wint in eigen land de Ronde van Spanje.
- Marlies Heuer wint de Theo d'Or met haar hoofdrol in Hedda Gabler. Peter de Graef krijgt Louis d'Or voor hoofdrol in De Wereldverbeteraar.
- De Keniase atleten Paul Koech en Tegla Loroupe winnen in Uster de wereldtitel op de halve marathon.
- Het Zambiaans voetbalelftal wint ook de tweede editie van de COSAFA Cup.

### 29 september
- WE International, eigenaar van de Hij- en Zij-winkelketens, brengt een overnamebod uit op KBB, het bedrijf achter de Bijenkorf. Vendex verhoogt het eerder uitgebrachte bod, zegt dat dat niets te maken heeft met de bieding van We, en wint in oktober het overnamegevecht

### 30 september
- De El Al-Boeing die op 4 oktober 1992 neerstortte in de Bijlmermeer heeft 240 kilo grondstof voor het zenuwgas sarin aan boord te hebben gehad, meldt NRC Handelsblad. De politiek reageert verbijsterd. De Kamer besluit definitief tot een parlementaire enquête naar de Bijlmerramp.
- De vaste prijs voor Nederlandse boeken blijft bestaan. Free Record Shop verliest een rechtszaak tegen de brancheorganisatie van boekhandelaren, die drie jaar geleden begon toen de cd-keten probeerde boeken onder de vastgestelde prijs te verkopen.

<< · januari · februari · maart · april · mei · juni · juli · augustus · september · oktober · november · december · >>